# IV (Ton-Steine-Scherben-Album)
IV ist ein Doppelalbum von Ton Steine Scherben. Wegen des schwarzen Albumcovers wird es auch „Die Schwarze“ genannt. Es ist eine Ansammlung ganz verschiedener Einflüsse von Folk bis Punk. Linke Parolen finden sich hier nicht mehr, einige Songs sind aber immer noch sehr politisch, zum Beispiel das Lied Der Turm stürzt ein.

## Titelliste

### LP 1
1. Jenseits von Eden (Rio Reiser, R.P.S. Lanrue) – 6:07
2. Bleib wo du bist (Reiser) – 2:40
3. Sumpf Schlock (Hannes Eyber, Lanrue) – 5:10
4. Der Turm stürzt ein (Reiser) – 4:26
5. Wie in den Tagen Midians (Reiser, Lanrue) – 2:57
6. Vorübergehend geschlossen (Eyber, Lanrue) – 2:37
7. Ebbe und Flut (Funky K. Götzner, Reiser) – 2:22
8. Filmkuß (Eyber, Reiser) – 3:19
9. Der Fremde aus Indien (Götzner, Lanrue) – 5:05
10. Kleine Freuden (Eyber, Lanrue) – 6:43
11. Heimweh (Eyber, Lanrue) – 5:01

### LP 2
1. Alles ist richtig (Eyber, Kai Sichtermann) – 3:16
2. S'is eben so (Reiser) – 3:16
3. S.N.A.F.T. (Götzner, Sichtermann) – 2:40
4. Kribbel Krabbel (Eyber, Sichtermann) – 3:51
5. Niemand liebt mich (Eyber, Lanrue) – 3:27
6. Da! (Eyber, Reiser) – 4:28
7. Morgenlicht (Reinhard von der Marwitz, Lanrue) – 5:12
8. Ich hab nix (Eyber, Reiser) – 2:35
9. Gold (Götzner, Lanrue) – 6:42
10. Wiedersehen (Reiser, Lanrue) – 3:33
11. (Auf ein) Happy End (Reiser, Sichtermann) – 5:29